# Pattle, o Carro-Patrulha
Pattle, o Carro-Patrulha (ピポパポパトルくん, Pipopapo Patrol-kun) foi uma série de anime produzida pela Toei Animation. Estreou primeiramente no Japão na Fuji TV em 4 de dezembro de 2000 até 7 de março de 2001, e posteriormente também foi transmitida pelo canal BS Fuji, em Portugal a série foi emitida pelo Canal Panda.

## Equipe
- Director(a): Mitsuo Hashimoto
- Compositor(a): Aya Matsui
- Música: Toshiyuki Tamazawa
- Criadores originais: BIRTHDAY, Izumi Todo
- Desenhista: Youko Satou
- Produtor: Yoshihiro Suzuki
- Animador chave: Takashi Mukouda
- Gerente de produção: Kazumitsu Matsusaka
- Produção:(BS Fuji/Creek & River AG/Toei Animation) → (BS Fuji/Creek & River, Inc./KaAgehana Tanakadachi)[1]

## Música
Tema de abertura
ピポパポ パトルくん (Pipopapo Patrol-kun, lit. "Pattle, o Carro-Patrulha") de（NEC Interchannel）
Letras - MoriYuki KoreSusumu / Composição - ROKUJI / Arranjos - Takizawa Yoshiko / Interpretada por: Ohashi Maki
Temas de encerramento
インスト (Insuto, lit. "Instalação")（Emitido nos episódios 1 até ao 64）
ひまわりタウンはウタウタウン (Himawari taun wa utautaun, lit. "O Girassol da Cidade Utautaun)（Emitido apenas no episódio 65）de（NEC Interchannel）
Letras - Chiyoko Mori  / Composição - Michihiko Ohta / Arranjos - Yoshiko Takizawa / Interpretada por: Chinatsu Sakamoto